# 林冠

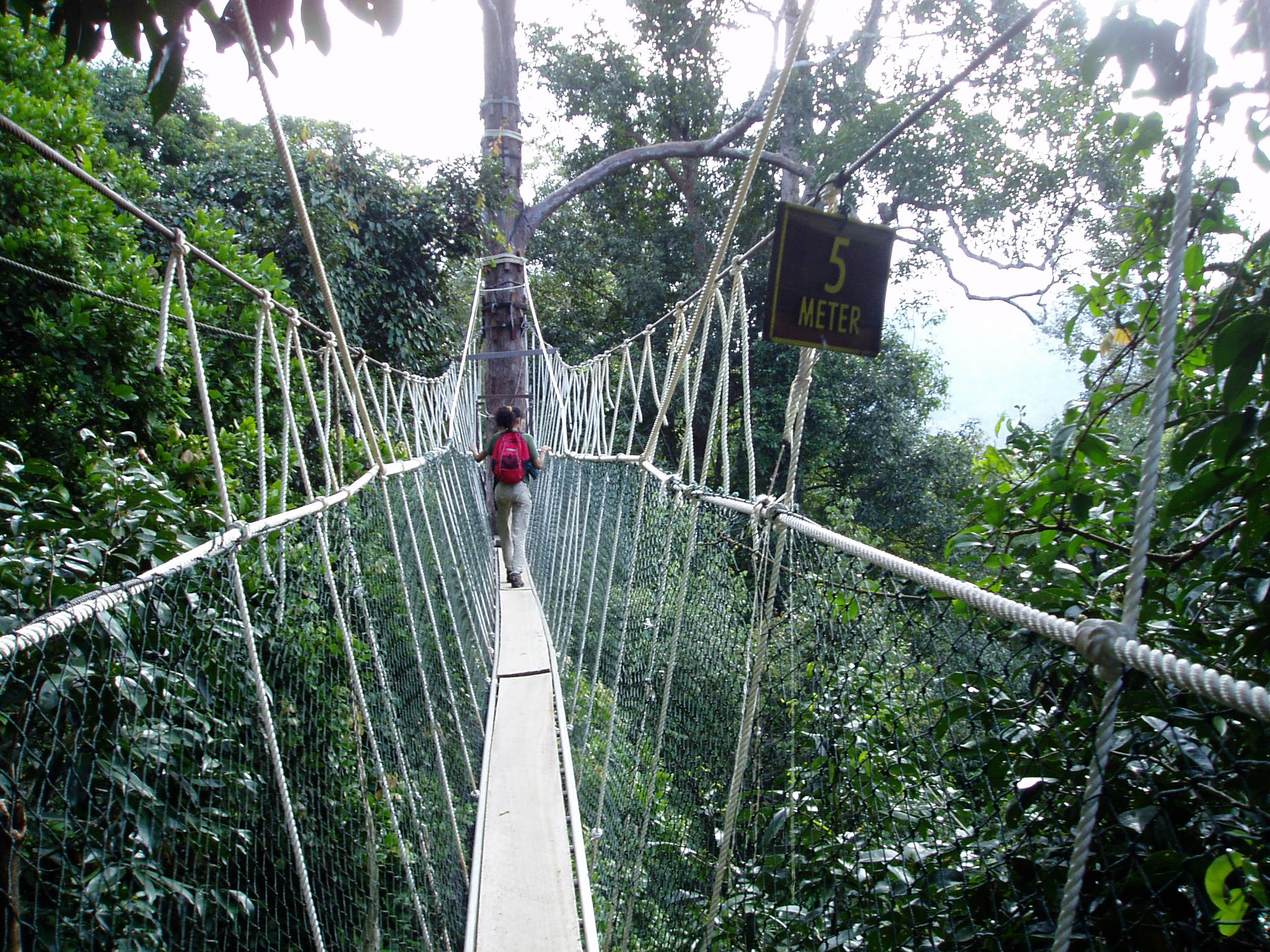
熱帯雨林の林冠を研究、観察するために設けられたウォークウエイ（マレーシア）。地上5mという表示が見える

林冠（りんかん）とは、森林において個々の樹冠（樹木の枝と葉の集まり）が相接して並び森を覆う層（森林上部の葉群層）を指す。英語ではキャノピー（canopy）。

## 概論
林冠を形成する、個々の樹木の樹冠部では光合成や蒸散が盛んに行われ、開花、結実、種子散布などの植物の繁殖プロセスが定期的もしくは不定期に起きる。そして、着生植物、昆虫などの無脊椎動物、鳥類や哺乳類など多くの生物の生息地（ハビタット）となっている。また、林冠は気圏と生態圏の境界層にあり、林冠部で生物が行うガス交換プロセス等は、熱などのエネルギーや炭素などの物質の循環、水収支を支配しており、気候変動にも影響を与えている。
林冠部は下層ほど暗く湿度が上がる環境の傾斜があり、強い光が当たるところの葉（陽葉）と暗いところの葉（陰葉）では、厚さや堅さ、栄養条件、防御物質、芽の展開時期などが異なる。
熱帯林の調査では、天然林では40メートルを超える樹木が多い一方で、20メートル以下の比較的低い木も多くなっている。これは老齢木が多いために風倒木が発生しやすいためで、そこが空間（林冠ギャップという）となって光がよく当たるようになるため森の更新が正常なサイクルで行われるためである。
最大樹高が低い森林では短期間で最大樹高に達してしまうため、林冠層の閉鎖が早く、その構造も単純になりやすい。これに対して、熱帯林など樹高が60メートル以上になるような森林では最大樹高に達している樹種から中間層を形成する樹種、さらにギャップの形成などもあるため林冠構造が複雑になり、様々な高さに植物の葉や花、果実などが存在するようになる。このような林冠表層から内部への環境の違いに応じて、昆虫などの種の垂直的な分布のずれがみられる。
森林生態系における林冠の重要性は古くから知られていたが、効率の良い林冠アクセスシステムが無かったため地上からの観察や道具を用いない素登りなどに限られ、20世紀初めまで林冠の研究はほとんど行われてこなかった。1950年代から金属製タワーやアルミはしごが導入されて直接的な林冠研究が始まり、1970年代後半から 1980年代にかけてロープによるツリークライミングが導入されたことで樹上調査が盛んになった。さらに1990年代に入ると、林冠ウォークウェイ（吊橋）、林冠クレーン、ジャングルジムなどの林冠大型アクセス設備、小型気球や飛行船なども導入され研究現場に応じた樹上調査が可能となった。

## 林冠生物学
林冠に生息する多様な生物の生態と相互作用、生態学的な機能などを研究する学問を林冠生物学という。

### 着生植物
空中湿度の高い熱帯降雨林や雲霧林には着生植物が多い。着生植物は水のほかミネラルや窒素などを地上から得ることができないため、葉が容器状で枯れた葉を捨てずに蓄えたり、樹木の落葉を利用しており、その中には独特の土壌が形成されている。これを利用してミミズやヤスデ、ワラジムシ、ダニ、トビムシなどが多数生息している。また、着生植物のアリノスダマのように根元にアリを住まわせて栄養を提供する代わりに、ミネラルや窒素を受け取る共生関係がみられるものもいる。

### 昆虫類
林冠部に生息する林冠昆虫には、チョウやガの仲間のほか甲虫類も多い。林冠部で葉を食べる代表的な甲虫類にハムシやゾウムシなどがいる。
ハチの仲間では、ハバチが主要な林冠生息者となっており葉を食べるほか、ミツバチやハナバチ類は花粉媒介者として重要な役割を持つ。

### 植物の生活
樹木の活動は、林冠部で最も盛んである。光を受けて光合成を行い、新芽を出し、花を咲かせ、果実を着けるのは、高木の場合、多くはこの層で行われる。つる植物は木をよじ登り、樹冠に出て初めて花をつけるものが多い。下からたどり着くのは難しいが、鳥や昆虫のように森林を上から眺めることができるものからは目立つ場所である。
高木層の下には、やや低い樹木が層を作り、これを亜高木層と言う。亜高木層を構成する樹種には、高木層には顔を見せないものもあるが、多くの場合、高木層の構成樹種であり、上の層が空けば、それを埋めるべく待機しているものである。しかし、樹木の寿命は非常に長いものであるから、この待機は長期にわたる場合が多く、耐え切れずに枯死するものが多い。

### 動物の適応
動物にとって、林冠層は食料が多い層である。生産量の集中する層であり、新芽や花、果実など、よく食物として利用される部分もここに集中する。
問題は、それらが地表からはるかに高いところにあることである。日本の樹木でも普通は20mかそれ以上に達するし、熱帯多雨林では50mを越えるものが普通である。水中では水の密度が生物体のそれとさほど変わらないから、水平にでも垂直にでも、水中を移動するのにさほどのエネルギーの消費を必要としない。しかし地上では空気の比重がはるかに小さいから、特殊な能力なしにはそのような移動ができない。高い樹上には、普通は幹を伝ってはい上がる必要がある。昆虫のように小型の動物にとっては樹皮が十分に凹凸に満ちた基盤であるから、地表を移動する能力があれば、そこそこには木登りができる。うっかり落ちても、空気の抵抗で大事には至るまい。しかし、脊椎動物程度の体格となれば、木登りにも困難が伴うし、落ちれば命にかかわる。
もう一つの問題が、それらが互いに連続した基盤の上にはないことである。樹木は、一部の例外を除けば根元から太い幹が伸び、途中で次第に枝分かれしつつ幹が細くなり、広く枝を広げ、隣の木とは枝で接する。林冠は細い枝が互いに触れ合うか触れ合わないかで接した姿をしている。そこを水平に移動するには、どこかで枝から枝、葉から葉へ飛び移る必要がある。これは昆虫程度の体格であっては難しいし、脊椎動物では細い枝先まで出ることが困難であり、飛び移るべき距離はより大きくなる。かといって、下に降りれば幹が太くなるにつれて互いの距離も広まる。地上に降りて移動し、新たに幹を上るのは簡単な方法ではあるが、大変なエネルギーの消費を伴う。動物が樹上生活を行うには、この問題を解決する必要があり、それは以下のような形で行われている。
- 身体の小型化

上下移動するにせよ、樹木間を移動するにせよ、体重が少ない方が楽である。
- 引っ掻ける、あるいは掴む能力の獲得

鋭い爪を持って、樹皮や枝にそれを引っ掻けて体を固定する、あるいは柔らかい掴む構造を発達させ、それで枝を把持する。前者は多くの昆虫やリス、キツツキなどが採用しており、後者はサルや鳥の指、クモザルやカメレオンの尾にその例が見られる。
- 跳躍・滑空の能力

幹から幹への移動を可能にすることである。枝先に登り、隣の樹木の枝まで跳躍する。サルやリスがこれを行うのは有名であるし、ハエトリグモやササグモなどもよく跳躍する。また、体に皮膜を発達させて滑空すれば、移動距離は飛躍的に伸びる。ムササビ・モモンガ・ヒヨケザル・トビトカゲ・トビヘビ・トビガエルなど、さまざまな仲間にその例がある。
- 飛行能力

羽ばたいて空中を移動する能力である。これがあれば、樹木間を移動するのはもちろん、林冠の上に出て自由に移動が可能である。鳥と昆虫、それにコウモリにこの能力がある。これらの能力の発達した動物は、必要とあれば大陸間を移動することすら可能であるが、林冠に生活するものの多くは、むしろ枝の間を渡り歩くのに利用していると見た方がよい。ワシやタカですら、樹上高くを飛んで上から見下ろすよりは、枝の間を跳びはね、たまに羽を広げて滑空し、枝の間をわたりながら獲物を探すものがある。

## 森林水文学
林地の水収支は、流域の水文現象としてだけでなく、養分循環や物質の動態との関係でも注目されている。
森林水文学では、降水が林地の無機質土壌層に達する前に林冠や林床に付着したり、そこから蒸発したり、その植物体に吸収される過程を遮断（interception）または降水遮断、降水阻止（precipitation interception）という。特に林冠層による遮断は林冠遮断（canopy interception）といい、その量を林冠遮断損失量（canopy interception loss）という。
林地土壌の水収支については、森林水文学のほか、森林土壌学や森林気象学などでも取り扱われている。